# Rabbin des Bois
Rabbin des Bois est un pseudonyme sous lequel opère un individu se présentant comme un hacker français. Il s'est fait connaître en 2017 après avoir revendiqué le piratage de la base de données de l'institution Sciences Po Paris, une action qui lui a valu une mise en garde à vue et un rappel à la loi. Il s'est également lancé en tant que vidéaste web, publiant des contenus où il partage son point de vue sur la cybersécurité et ses expériences supposées.

## Biographie
Rabbin des Bois est originaire de Chevilly-Larue, en banlieue parisienne. D'origine juive, il a adopté son pseudonyme Rabbin des bois en référence au personnage de Robin des Bois. Orphelin de mère à l'âge de 13 ans, il développe un intérêt pour le codage informatique et l'univers du hacking. Il affirme avoir utilisé ses compétences pour infiltrer divers systèmes informatiques et tirer parti des opportunités offertes par le darknet,.
En 2018, il sort son premier livre Lève-toi et code: Confessions d'un hacker et en 2020 il sort son deuxième ouvrage Princesse Data.
En 2024, il est le narrateur de la série documentaire Hacker Story diffusé sur Canal+,.

## Piratages revendiqués
Le piratage de Sciences Po, survenu en 2017, est l'un des faits marquants attribués à Rabbin des Bois. Selon lui, cette attaque lui a permis d'accéder aux données personnelles de 220 752 personnes en exploitant une faille SQL. Toutefois, des experts en cybersécurité, comme Julie Gommes, considèrent que ce type d'attaque est relativement simple à réaliser à l'aide d'outils disponibles librement en ligne.
Ses déclarations suscitent des doutes quant à la véracité de ses exploits. Certains analystes, comme Julie Gommes et Étienne Dupont, le considèrent comme un script kiddie, c'est-à-dire un individu utilisant des logiciels préexistants sans réelles compétences en programmation.
En parallèle de son activité de hacker, Rabbin des Bois a proposé durant un moment sur son site internet des services liés à l'achat de likes et de followers sur les réseaux sociaux, ainsi que le piratage de comptes Instagram moyennant des sommes allant de 5 000 à 10 000 euros.

## Prises de position
Rabbin des Bois se présente comme un lanceur d'alerte aspirant à une société où le pouvoir ne serait pas exclusivement détenu par les « élites académiques ». 
Sa vision du monde repose sur l'idée que l'accès à l'information et la transparence sont des éléments essentiels à la démocratie. Il a participé à plusieurs conférences sur la cybersécurité, notamment lors du forum Hack in Paris en 2019, où il a débattu des enjeux de la protection des données et de l'éthique du hacking : ceux qui exploitent les failles pour s'enrichir et ceux qui cherchent à sensibiliser le public aux vulnérabilités des systèmes informatiques,,.

## Controverses
De nombreux spécialistes remettent en cause l'ampleur des exploits revendiqués par Rabbin des Bois, soulignant que son succès repose davantage sur un talent pour le storytelling que sur des réalisations techniques notables. Par exemple, plusieurs experts en cybersécurité, comme Julie Gommes et Étienne Dupont, ont pointé l'absence de preuves tangibles concernant certaines de ses affirmations, notamment le piratage supposé d'une base de données gouvernementale jamais confirmé par les autorités.
Le média Vice a révélé que plusieurs attaques revendiquées par Rabbin des Bois correspondaient à des incidents déjà connus et documentés, remettant en question son implication réelle. Son apparition sur la scène médiatique coïncide avec la publication de son autobiographie Lève-toi et code, Confession d'un hacker, en mai 2018.

## Ouvrages
- Rabbin des bois, Lève-toi et code: Confessions d'un hacker, Martinière BL, 2018, 112 p. (ISBN 978-2732486352)
- Rabbin des bois, Princesse Data, Martinière BL, 2020, 112 p. (ISBN 978-2732490021)

## Filmographie

### Documentaire
- 2023 : Hackers - l'intimité violée, sur Arte : Narrateur[13]

### Émission télévisée
- 2024 : Clique, sur Canal+ : (invité)

### Émission web
- 2019 : Le QG 26 avec Guillaume Pley et Jimmy Labeeu : (invité)
- 2022 : Parlons Crypto : (invité)
- 2024 : Important Talk avec Taylor Chiche : (invité)
- 2024 : Sans permission avec Yomi Denzel et Oussama Amar : (invité)

### Série télévisée
- 2024 : Hackers Stories, sur Canal+[8]